# 대만밭쥐
대만밭쥐(Microtus kikuchii)는 밭쥐속에 속하는 설치류의 일종이다. 대만에서만 발견된다.